# Bud Spencer & Terence Hill: Slaps and Beans
Bud Spencer & Terence Hill: Slaps and Beans è un picchiaduro a scorrimento cooperativo o singolo giocatore con aggiunta di meccaniche platform e minigiochi, primo videogioco ufficiale di Bud Spencer e Terence Hill, sviluppato dall'azienda italiana Trinity Team srls con «l'idea di costruire qualcosa dai Fan per i Fan in modo da poter continuare a divertirci con le avventure di Bud e Terence ancora per un bel po' e renderli in qualche modo eterni». Uscito nel 2017 per PC in formato esclusivamente digitale, in seguito è stato poi convertito per PlayStation 4, Xbox One e Nintendo Switch il 24 luglio 2018.

## Trama
La storia, completamente nuova, è un omaggio ai film realizzati negli anni 1970 e '80 dalla coppia di attori italiani, con Bud Spencer (nome d'arte del napoletano Carlo Pedersoli) e Terence Hill (pseudonimo del veneziano Mario Girotti) che dovranno sventare i piani diabolici di un gruppo di cattivi guidati dal cattivissimo «Capo». Le ambientazioni del gioco sono quelle della filmografia della coppia e spaziano dal vecchio e selvaggio West a Miami (la città de I due superpiedi quasi piatti, Nati con la camicia e Miami Supercops (I poliziotti dell'8ª strada)), passando per l'isola tropicale di Chi trova un amico trova un tesoro.

## Modalità di gioco

Terence Hill e Bud Spencer in un livello ambientato nel far west

Bud Spencer & Terence Hill - Slaps And Beans è un picchiaduro a scorrimento orizzontale che prende spunto dai grandi classici del genere, come Double Dragon o Golden Axe, ma con meccaniche di combattimento avanzate mirate ad ottenere coreografie di combattimento il più possibile fedeli alle scazzottate di Bud e Terence. In alcuni momenti occorrerà utilizzare le abilità specifiche dei protagonisti (come l'agilità di Terence e la forza di Bud) per superare ostacoli e procedere nella storia. L'ingrediente fondamentale del gioco sono ovviamente le classiche scazzottate di Bud e Terence, ma esso è arricchito dalla presenza di diversi minigiochi, come gare di dune buggy, l'automobile di ...altrimenti ci arrabbiamo!.
La grafica è realizzata in pixel art anni 90. La colonna sonora è costituita da un campionario di effetti e da molti brani degli Oliver Onions, il duo musicale composto dai fratelli Guido e Maurizio De Angelis che ha realizzato le colonne sonore della maggior parte dei film della coppia.

## Sviluppo
Slaps and Beans è l'evoluzione di Schiaffi&Fagioli, un demo giocabile non ufficiale per Windows e Macintosh pubblicato a ottobre 2015, realizzato nell'ambito di una game jam tra programmatori indipendenti italiani dedicata agli spaghetti western. Slaps and Beans venne poi realizzato, con le necessarie licenze ufficiali, grazie a una campagna di raccolta fondi di Kickstarter condotta tra ottobre e dicembre 2016, con la quale sono stati raccolti circa 212.557 euro in donazioni, principalmente da fan in Germania e Ungheria.  Sono stati coinvolti come produttori nel progetto anche il figlio e il nipote di Bud Spencer, Giuseppe e Alessandro Pedersoli.

## Colonna sonora
Colonne sonore presenti nel videogioco:
| - Dune Buggy – Oliver Onions (dal film ...altrimenti ci arrabbiamo!) - Bulldozer – Oliver Onions (da Lo chiamavano Bulldozer) - Il coro dei Pompieri – Oliver Onions (da ...altrimenti ci arrabbiamo!) - Due superpiedi quasi piatti – Oliver Onions (dal film I due superpiedi quasi piatti) - Flying Through the Air – Oliver Onions (da Più forte ragazzi) - Miami Supercops – The Fantastic Oceans (da Miami Supercops (I poliziotti dell'8ª strada)) - Movin’ Cruisin – The Fantastic Oceans (da Chi trova un amico trova un tesoro) - Mr. Nothingoesright – Oliver Onions (da Chissà perché... capitano tutte a me) | - Trinity – Franco Micalizzi (da Lo chiamavano Trinità...) - L'ultimo Valzer – Oliver Onions (da Uno sceriffo extraterrestre... poco extra e molto terrestre) - Whistle & Bells – Oliver Onions (da Uno sceriffo extraterrestre... poco extra e molto terrestre) - Boss Rock – MushroomSound - Run to the Duel – MushroomSound - The Beans Wall – MushroomSound - Western Desert – MushroomSound - Western Duel – MushroomSound |

## Accoglienza
| Testata                           | Giudizio |
| --------------------------------- | -------- |
| GameRankings (media al 5-12-2018) | 80%      |
| Metacritic (media al 7-9-2018)    | 63%      |
| Eurogamer                         | 7/10     |
| Everyeye.it                       | 7,5/10   |
| GameStar                          | 50 %     |
| PC Games                          | 72 %     |
| 4Players                          | 60 %     |
| Multiplayer.it                    | 7,8/10   |
| M! Games                          | 62 %     |
| Nintendo Life                     | 8/10     |

Le recensioni aggregate di Bud Spencer & Terence Hill: Slaps and Beans sul sito Metacritic hanno assegnato al videogioco un punteggio medio del 63% (basato su 10 recensioni).
La testata giornalistica online italiana Multiplayer.it ha lodato soprattutto l'ottima grafica in pixel art, la colonna sonora e la varietà nei minigiochi, notando tuttavia alcuni difetti e l'eccessiva facilità dei boss:
Il sito web Everyeye.it, notando come sia difficile approcciare in maniera imparziale il videogioco in quanto «il titolo di Trinity Team ha un cuore pulsante fatto di nostalgia e ricordi preziosi, quelli rievocati da un duo che, a cavallo tra la Generazione X e quella dei Millennials, assunse la stessa rilevanza popolar-culturale degli episodi di Kenshiro su Junior TV.», ha lodato soprattutto il comparto artistico della produzione, grazie ai meriti di una pixel art straordinariamente evocativa e dell'accompagnamento sonoro composto da alcuni dei brani più celebri degli Oliver Onions, pur lamentandosi per l'assenza della co-op online e per alcuni minigiochi dotati di un livello di sfida a tratti inconsistenti:

## Seguito
Il 13 settembre 2021 Trinity Team e Buddy Production hanno annunciato il seguito Bud Spencer & Terence Hill: Slaps And Beans 2. Il gioco sarà finanziato tramite una campagna Kickstarter, lanciata il 16 settembre 2021 e che mirava a raccogliere almeno 220.000€; l'obiettivo base prevedeva lo sviluppo del gioco su PC e Mac, mentre per le versioni Nintendo Switch, PS5 e Xbox Series X e S, bisognava raggiungere un budget apposito, così come per le versioni mobile. Al 10 novembre 2021, al progetto avevano contribuito 3.671 sostenitori per un totale di 257.476 € di donazioni raccolte, sufficienti a centrare l'obiettivo per le versioni console. Il 22 Settembre 2023 esce a livello ufficiale Bud Spencer & Terence Hill: Slaps And Beans 2.